# بيت الحمر (العدين)

تعديل مصدري - تعديل

بيت الحمر محلة تابعة لقرية المرقب، التابعة لعزلة خباز بمديرية العدين إحدى مديريات محافظة إب في الجمهورية اليمنية.، بلغ تعداد سكانها 49 حسب تعداد اليمن لعام 2004.